# Earl Buchholz
Earl „Butch“ Buchholz, Jr. (* 16. September 1940 in St. Louis, Missouri) ist ein ehemaliger US-amerikanischer Tennisspieler.

## Leben und Karriere

### Aktive Tenniskarriere
Buchholz gewann 1958 in Wimbledon und bei den französischen Tennismeisterschaften (heute French Open) in Paris und 1959 bei den australischen Tennismeisterschaften (heute Australian Open) jeweils den Titel im Junioreneinzel. Seine höchste Platzierung in der Tennisweltrangliste erreichte er im Jahr 1960 mit Rang fünf. Insgesamt war er vier Mal in den Top 10 und spielte außerdem 1959 und 1960 für das US-amerikanische Davis-Cup-Team. 1962 gewann Buchholz die United States Pro Championships. Er schlug im Finale den dreimaligen Sieger Pancho Segura.

### Sonstiges
Nach Beendigung seiner aktiven Karriere wurde Earl Buchholz 1977 und 1978 Kommissar der Tennis-Veranstaltung „World Team Tennis“. Es folgten 1981 und 1982 der Posten des Executive Directors in der „Association of Tennis Professionals“ und war von 1981 bis 1983 Mitglied im „Men’s Pro Council“.
1985 gründete Butch Buchholz die „Lipton International Players Championships“ (heute Miami Masters), die sich in weiterer Folge als für Damen und Herren führendes Turnier auf der ATP- und WTA-Tour etablieren sollten.
Für seine Leistungen erfolgte 2005 die Aufnahme Buchholz’ in die International Tennis Hall of Fame. Sein jüngerer Bruder Cliff Buchholz spielte ebenfalls Tennis.